# Pierre Auguste Cot

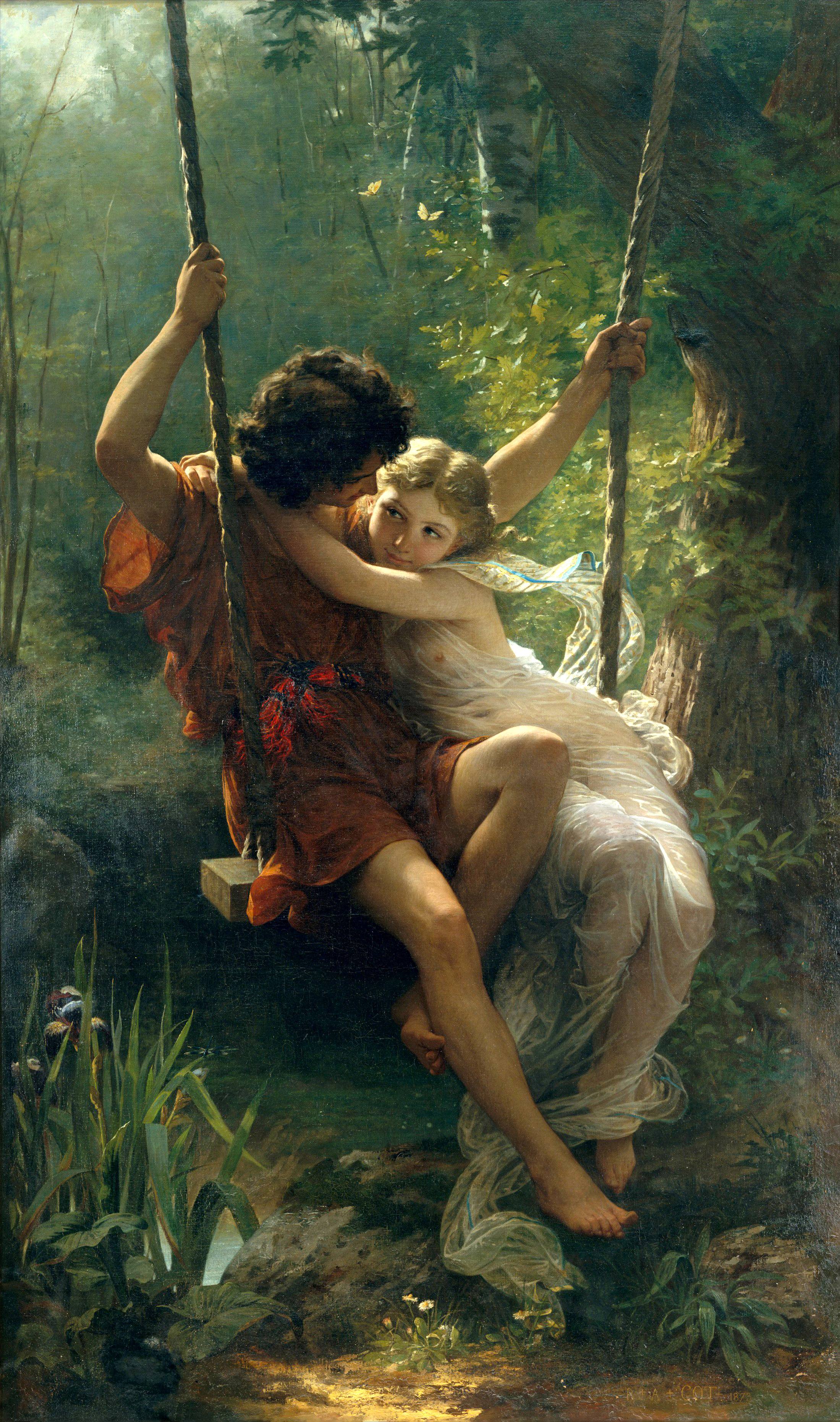
Tavasz

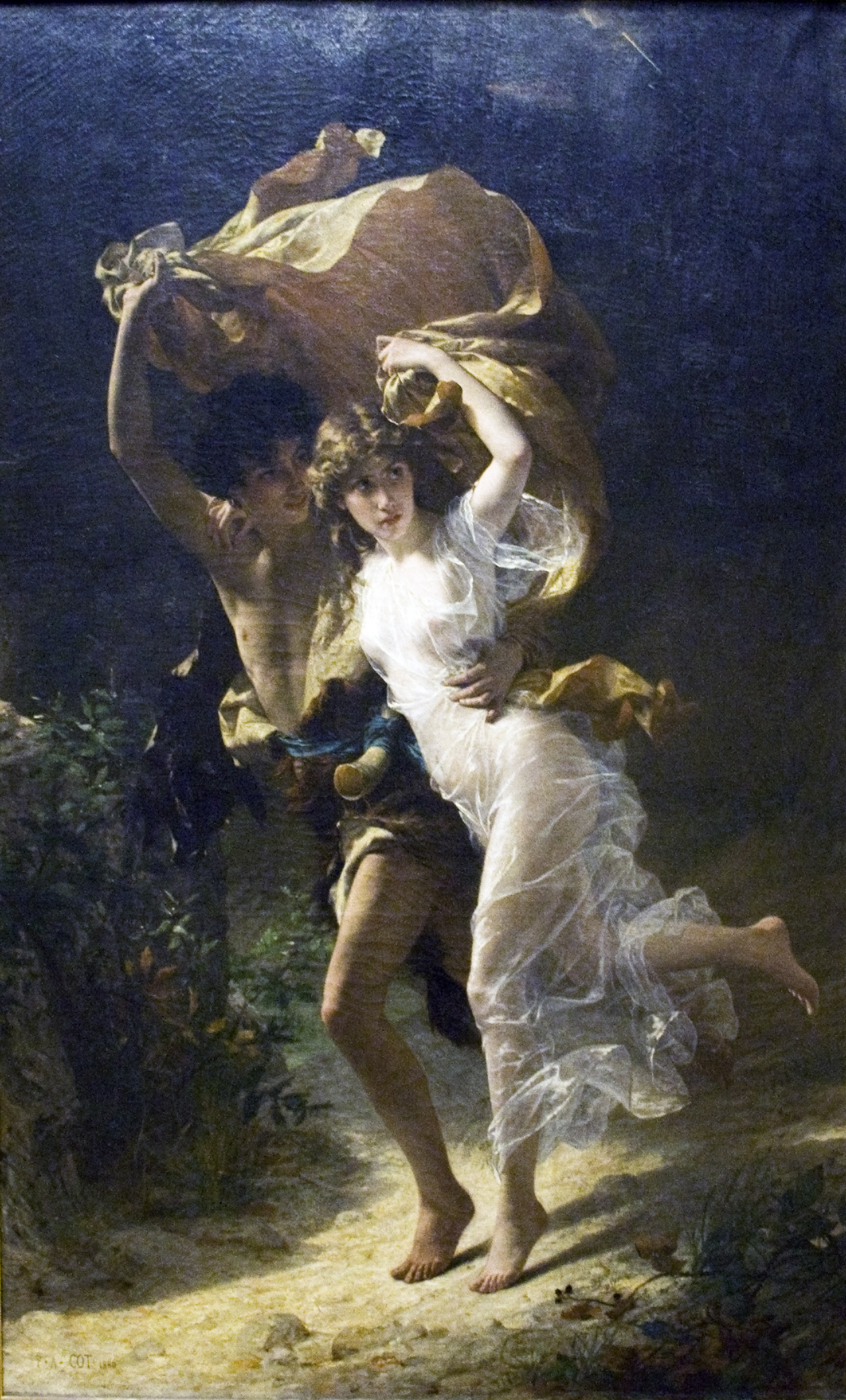
A vihar

Pierre Auguste Cot (Bédarieux, 1837. február 17. – Párizs, 1883. július 2.) az akadémizmus stílusában alkotó francia festő.

## Pályafutása
Festői tanulmányait a Toulouse-i képzőművészeti főiskolán kezdte, majd Párizsba ment, ahol Léon Cogniet, Alexandre Cabanel és William-Adolphe Bouguereau voltak tanárai. 1863-ban mutatkozott be a Salon kiállításán. Ezzel kezdődött két évtizedes sikeres pályafutása. Főleg allegórikus és történelmi képeket, valamint portrékat festett.
A 70-es évektől gyorsan növekedett népszerűsége. 1874-ben megkapta a Becsületrend lovagi fokozatát.
Az itt látható Tavasz című festménye az 1873-as Salonon aratott nagy diadalt, és azóta is a leghíresebb műve. Sikeréhez bizonyára hozzájárult kissé erotikus tartalma, ami a viktoriánus korban ritkaság volt. Cot több példányban is megfestette, de rajta kívül is számosan reprodukálták különböző formákban, még legyezőn, porcelánon, tapétán is. A képnek ezt az eredeti változatát rögtön 1873-ban vásárolta meg John Wolfe amerikai gyűjtő, és most a New York-i Metropolitanben látható.
Cot 1880-ban festette meg a Tavasz nyomán a Vihar című képét, ami érezhetően szinte „folytatása” az előzőnek, és valóban, hasonló szép sikert aratott vele. Ezt képet mecénása, John Wolfe unokatestvére, Catherine Lorillard Wolfe rendelte meg tőle. Amikor bemutatta a képet az az évi Szalonon, a kritikusok a kor szokásainak megfelelően mitológiai, irodalmi témát kerestek abban. Egyesek szerint Velius Longus i. sz. 200 körüli Daphnis és Chloé történetének részletét jeleníti meg, mások Bernardin de Saint-Pierre (1737-1814) Paul et Virginie című romantikus történetének hőseit vélték felfedezni benne.
Catherine Lorillard Wolfe ezt a képet is a Metropolitan Múzeumra hagyományozta.

## Fő művei
- Dionysia (1870) 108 × 78 ㎝, Chi-Mei Museum, Tajvan
- Ophélie (1870)
- La Bohémienne (1871)
- Le Printemps (1873)
- La Tempête (1880)
- La Liseuse (1880)
- Portrait de Madame Mas (1882)
- Mireille (1882) (Fabre Múzeum, Montpellier)